# Revelação (telenovela)
Revelação é uma telenovela brasileira que foi produzida e exibida pelo SBT entre 8 de dezembro de 2008 até 15 de junho de 2009, em 163 capítulos, substituiu Amigas & Rivais e foi substituída por Vende-se um Véu de Noiva.
Foi escrita por Íris Abravanel, com a colaboração de Rita Valente, Grace Iwashita, Raphael Baumgardt, Caio Britto, Carlos Marques, Gustavo Braga, Fany Lima, consultora do texto Thereza di Giacomo, supervisão de texto de Yves Dumont, direção de Jacques Lagoa e Annamaria Dias e direção geral de Henrique Martins.
Contou com Tainá Müller, Sérgio Abreu, Thaís Pacholek, Marcelo Saback, Erom Cordeiro, Flávio Galvão, Renata Zhaneta e Talita Castro nos papéis principais.
Esteve disponível no streaming SBT Vídeos, com seus 163 capítulos originais de 03 de abril de 2020 até agosto de 2024. Retornando no catálogo do atual +SBT, em 29 de maio de 2025.

## Produção
A telenovela reativou o núcleo de dramaturgia do SBT e foi a primeira novela totalmente brasileira produzida pela emissora em 9 anos desde Fascinação.
Também foi a primeira novela do canal em HD. Além disso, a trama conta experiências da vida da autora Iris Abravanel. As gravações da novela começaram em março de 2008, nas cidades de Cascais e Lisboa, em Portugal. Os atores passaram cerca de doze dias gravando as primeiras cenas no país luso e também em Madrid, na Espanha. Já no núcleo de dramaturgia, foram criadas 2 cidades cenográficas: uma na Rodovia Anhangüera, com cerca de 7.800 metros quadrados, e outra em Jundiaí.
Um dos grandes emblemas dessa novela foi a data em que ela iria estrear na televisão. Enquanto as gravações da novela avançavam, não havia um posicionamento da direção da emissora sobre quando a novela ia estrear. Inicialmente cogitou-se estrear na segunda quinzena de junho, mas foi adiada e Pantanal entrou no lugar. Após vários meses, sua estreia foi marcada para 27 de outubro de 2008, logo após o segundo turno das eleições. Depois cogitou-se novamente sua estreia para 2009, sendo inclusive apresentada como uma das novidades para aquele ano. Porém, logo após esse anúncio, a emissora voltou atrás e decidiu estrear a novela naquele mesmo ano, tendo ela seu primeiro capítulo exibido em 8 de dezembro de 2008.
A grande demora em decidir uma data de estreia enquanto as gravações avançavam, fez com que a novela estreasse toda gravada. Além disso, algumas pessoas da equipe da novela não renovaram com o SBT após o fim das gravações, entre eles a protagonista Tainá Muller e [além do supervisor de texto Yves Dumont.

## Enredo
A história começa em Lisboa, Portugal, onde Victória (Tainá Müller) e Lucas (Sérgio Abreu) se conhecem durante um intercâmbio de estudos e se apaixonam perdidamente. Após concluir o curso, o rapaz volta para Tirânia, em Minas Gerais, e promete esperar o retorno da amada ao Brasil para viver o romance, mas os dois tem seu destino atravessado pelo patrão dos pais dele, o fazendeiro Ermírio (Antônio Petrin), que recebe uma fortuna de um homem misterioso, Armando (Henrique Martins), para separar o casal. Lucas recebe fotos forjadas de uma falsa traição de Vitória e, desiludido, se casa com a dissimulada Beatriz (Thaís Pacholeck), que sempre foi apaixonada por ele. A moça é filha de Sofia (Renata Zhaneta) e George (Flávio Galvão), um casal que vive um casamento falido, sendo que ambos tem casos extraconjugais – ela com Ricardo (Douglas Aguillar), um jovem com idade para ser seu filho, e ele com a interesseira Lara (Talita Castro), que está disposta a tudo para dar um golpe. Victória volta ao Brasil sem saber o que houve com Lucas e vai até Tirânia na esperança de encontrar o amado para contar que está grávida dele, mas acaba descobrindo que ele se casou com outra.
Apesar de continuar na cidade para tentar reconquistá-lo, ela acaba cedendo às investidas de Fausto (Marcelo Saback), sem imaginar que ele é um mau-caráter envolvido em vários tipos de ilegalidade. Aos poucos os dois vão descobrindo a verdade, mas tem que lidar com as armações de Beatriz e Fausto para separá-los de vez. Ainda há outras histórias, como de Renan (Daniel Alvim), o irresponsável e mulherengo filho de Ermírio que é obrigado à voltar ao Brasil e se envolve com Cláudia (Maristane Dresch), esposa de seu irmão Paulo (Fábio Villa Verde). Léo (Jiddu Pinheiro) sempre foi apaixonado pela amiga Rebeca (Ana Carolina Godoy), mas nunca teve coragem de expor seu amor, sem saber que o sentimento é recíproco. Comparsa de Fausto nos crimes, o delegado Xavier (Erom Cordeiro) é um homem corrupto, que se torna amante de Beatriz quando ela precisa de seus serviços.

## Elenco
| Intérprete         | Personagem              |
| ------------------ | ----------------------- |
| Tainá Müller       | Victória Castro (Vicky) |
| Sérgio Abreu       | Lucas Nogueira          |
| Thaís Pacholek     | Beatriz Castelli (Bia)  |
| Marcelo Saback     | Fausto Maia             |
| Erom Cordeiro      | Comandante Xavier       |
| Flávio Galvão      | George Castelli         |
| Renata Zhaneta     | Sofia Castelli          |
| Talita Castro      | Lara Penteado           |
| Douglas Aguillar   | Ricardo Guerra          |
| Antônio Petrin     | Ermírio Fernandes       |
| Walter Breda       | Otávio Nogueira         |
| Cláudia Mello      | Conceição Nogueira      |
| Elaine Cristina    | Olga Mattos             |
| César Pezzuoli     | Elias Mattos            |
| Tânia Bondezan     | Bárbara Fontenelle      |
| Ariel Moshe        | Eduardo Fontenelle      |
| Fábio Villa Verde  | Paulo Fernandes         |
| Daniel Alvim       | Renan Fernandes         |
| Maristane Dresch   | Claudia Fernandes       |
| Janaína Lince      | LMichelle Rodrigues     |
| Jiddu Pinheiro     | Leonardo Meira (Léo)    |
| Felipe Cardoso     | Maçarico                |
| Anastácia Custódio | Ana Souza               |
| Bukassa Kabengele  | Caio Rodrigues          |
| Ângela Correa      | Margareth Rodrigues     |
| Marcela Muniz      | Giovanna Mourão         |
| Renata Sayuri      | Drª. Fernanda           |
| Bruno Gradim       | Renato Castelli         |
| Ernando Tiago      | André Fernandes         |
| Bia Sion           | Suzana Souza            |
| Nábia Villela      | Maria dos Ventos        |
| Maurício de Barros | Eugênio                 |
| Veridiana Toledo   | Mazé                    |
| Renata Ricci       | Nina Fernandes          |
| Raphael Montagner  | Marcelo                 |
| Gabriel Godoy      | Jonas                   |
| Klara Castanho     | Daniela Mourão          |
| Felipe Severo      | Caíque Mourão           |
| Rodolfo Valente    | Pedro Souza             |
| Caroline Molinari  | Júlia Souza             |

### Participações especiais
| Intérprete        | Personagem       |
| ----------------- | ---------------- |
| Diogo Morgado     | António          |
| Joana Solnado     | Maria João       |
| Henrique Martins  | Oculto           |
| Clemente Viscaíno | Zé Conde         |
| Cristina Sano     | Yumiko           |
| Saulo Meneghetti  | Patrício         |
| Beto Sargentelli  | Ítalo            |
| Abrahão Farc      | Pai de Margareth |
| Mariza Marchetti  | Bargirl          |

## Audiência
A estreia de Revelação obteve uma média de 9 pontos. Exibida das 23h16 às 23h59, no mesmo horário, a Rede Globo liderava com 24 pontos na audiência, enquanto a Rede Record marcava 11 pontos.. Seu segundo capítulo registrou 8 pontos. Uma semana depois a trama já marcava apenas 5 pontos. Ao longo da exibição a telenovela foi sendo empurrada para o fim da noite e o início da madrugada, chegando a entrar no ar entre as 23h15 e 0h, sem um horário fixo para fugir da concorrência, sendo que a ação deu resultado e, em 22 de dezembro, Revelação alcançou 10 pontos de média na exibição às 0h11. A trama teve média de 5 pontos.

## Trilha sonora
A trilha sonora da telenovela brasileira Revelação, foi lançada em março de 2009 pelas gravadoras Galeão e SBT Music, conta com a diretora e produtora musical de Laura Finocchiaro.
O álbum é composto por 16 canções predominantemente em português, com duas faixas em inglês. Conta com interpretações de diversos artistas renomados e promissores da música brasileira como Sá, Rodrix e Guarabyra, Ivan Lins, Franco Levine, Hugo & Tiago, Fernando & Sorocaba, Tim Maia, Sérgio Reis, Birra (com participação de Zé Geraldo e Chico Teixeira), Capital Inicial, banda Rockfeller, Jair Rodrigues, Rubi, banda Fafará e o Grupo Vocal Opus Estúdio, e com as interpretações que canta em inglês como Richard Vaun e Angel K.
A seleção de faixas foi escolhida para complementar a narrativa da trama, que aborda romance, segredos familiares e intrigas. As canções evocam temas como o otimismo e recomeços, a intensidade da paixão e os desafios nos relacionamentos, momentos de romance e nostalgia, superação e solidão, autodescoberta e encontros genuínos, o mistério e as reviravoltas, a inspiração para a bravura diante dos desafios, a busca por tranquilidade, melancolia ou adversidadeas, as dificuldades e inseguranças dos personagens, e com a mensagem de solidariedade e união.
Lista de faixas
| N.º            | Título                                               | Compositor(es)                            | Artista(s)                                       | Duração |  |
| 1.             | "Amanhece um Outro Dia" (Tema de abertura)           | Sá Guarabyra Vítor Martins                | Sá, Rodrix e Guarabyra                           | 4:15    |  |
| 2.             | "Maria dos Ventos"                                   | Ivan Lins Vítor Martins                   | Ivan Lins                                        | 4:37    |  |
| 3.             | "Difícil" (Tema de Lucas)                            | Franco Levine                             | Franco Levine                                    | 3:24    |  |
| 4.             | "Meu Sangue Ferve por Você" (Tema de André e Raquel) | (original) Serafim Costa Almeida (versão) | Hugo e Tiago                                     | 3:17    |  |
| 5.             | "Bala de Prata" (Tema da Beatriz)                    | Sorocaba                                  | Fernando e Sorocaba                              | 3:51    |  |
| 6.             | "Azul da Cor do Mar" (Tema da Victória)              | Tim Maia                                  | Tim Maia                                         | 2:20    |  |
| 7.             | "Quem Eu Sou"                                        | Marco Bavini Marcus Ardanuy               | Sérgio Reis                                      | 2:58    |  |
| 8.             | "Linda Moça" (Tema da Ceição)                        | Birhu de Pirituba Osmar de Lima Sabiá     | Birhu, participação: Zé Geraldo e Chico Teixeira | 3:41    |  |
| 9.             | "Um Homem Só" (Tema de Renan)                        | Dinho Ouro Preto Alvin L                  | Capital Inicial                                  | 3:41    |  |
| 10.            | "Rotas Escondidas"                                   | Durval Brotinho Zeca Aquino               | Rockfeller                                       | 3:04    |  |
| 11.            | "Tem que ter Coragem" (Tema de Carlos e Giovanna)    | Dani Mariuzzo                             | Jair Rodrigues                                   | 2:54    |  |
| 12.            | "De Onde Vem a Calma" (Tema de Léo)                  | Marcelo Camelo                            | Rubi                                             | 3:37    |  |
| 13.            | "Chuvarada"                                          | Gabriel Martins Belex                     | Fakará                                           | 2:43    |  |
| 14.            | "It Ain’t Easy"                                      | Richard Vaun                              | Richard Vaun                                     | 3:06    |  |
| 15.            | "Your Fears"                                         | Angel K Franco Junior                     | Angel K                                          | 5:10    |  |
| 16.            | "Doar faz Bem"                                       | Laura Finocchiaro Vítor Martins           | Grupo Vocal Opus Estúdio                         | 2:33    |  |
| Duração total: | Duração total:                                       | Duração total:                            | Duração total:                                   | 56:25   |  |

Outras músicas:
Nacional
- "Amnésia" - Duio
- "Borboletas" - Victor e Leo
- "Borboletas" - Luciana Mello
- "Com Açúcar, com Afeto" - Fernanda Takai (tema de Olga e Elias)
- "Fica Comigo Esta Noite" - Rubi (Tema de Lara Penteado)
- "Sexto Andar" - Clã
- "Tudo Que eu Quero (Tranquilo)" - Ritchie
- "Quem Vai?" - Cabal
- "Hora Oração" - Nuno Mindellis
- "Noite Divina" - Klebi Nori (tema de Sofia e Ricardo)
- "Se Eu Fosse Um Dia o Teu Olhar" - Pedro Abrunhosa
- "Estrada da Fé" - Lula Barbosa
- "O Jogo Virou" - Strike
- "Deixa Andar" - Nô Stopa (tema de Maçarico)
- "Tosca", de Puccini

Internacional
- "Violet Hill" - Coldplay
- "Goodbye My Lover" - James Blunt
- "Fever" - Michael Bublé
- "Coming Around Again" - Danni Carlos
- "O Mare e Tu" - Dulce Pontes e Andrea Bocelli
- "Destination Calabria" - Alex Gaudino Feat. Crystal Waters
- "Trouble Sleeping" - Corinne Bailey Rae
- "I See God in You" - India Arie

## Exibição internacional
- Portugal - RTP1 e CMTV[30]
- Angola - TV Zimbo
- Guiné-Bissau - RTGB
- Cabo Verde
- Moçambique - TVM
- São Tomé e Príncipe